# یروان-آویا
یروان-آویا (انگلیسی: Yerevan-Avia) یک شرکت هواپیمایی خصوصی ارمنستان بود. این شرکت در بین سال‌های ۱۹۹۲ تا ۲۰۰۹ فعالیت داشت. قطب این شرکت هواپیمایی در فرودگاه بین‌المللی زوارتنوتس ایروان قرار داشت.